# Jaroslava Blažková
Jaroslava Blažková (* 15. November 1933 in Velké Meziříčí, Tschechoslowakei; † 20. Februar 2017 in Guelph, Ontario) war eine slowakische Journalistin und Schriftstellerin, die seit 1968 (Einmarsch der Sowjetunion in die ČSSR) in Kanada lebte. Sie schrieb sowohl für Erwachsene wie für Kinder. Werke von ihr wurden bislang in 13 Sprachen übersetzt; zwei Bücher sind auch verfilmt worden.

## Leben und Werk
Nach dem Gymnasium in Bratislava nahm Blažková ein Fernstudium an der Philosophischen Fakultät der Comenius-Universität auf, das sie 1954 abbrach. Sie hatte bereits als 17-Jährige mit dem professionellen Schreiben begonnen, unter anderem für den Rundfunk. Als Redakteurin der Zeitung Smena (ab 1954) wurde sie 1956 aus politischen Gründen entlassen. Sie arbeitete (in Bratislava) zunächst als Arbeiterin im Gartenbau, ab 1959 als freiberufliche Journalistin und Schriftstellerin. Ab den frühen 60er Jahren zählte sie zu den Stammautoren des Magazins Mladá Tvorba (Junges Schreiben), das eine führende Rolle bei der Überwindung der Zeit des Personenkultes und der Realitätsverleugnung spielte. Aufsehen erregte sie 1961 mit ihrem Debütband Nylonmond, der den „hemmungslosen Individualismus der jungen Generation“ rechtfertigte, ohne ihm „ein gleichgewichtiges Gegenbild gesellschaftlicher Verantwortung entgegenzusetzen“. Blažkovás expressive, mit Slang und Ironie durchsetzte Sprache verschmäht das herkömmliche Pathos; ihre Heldinnen pochen auf Selbstbestimmung. Ihre Bücher für Kinder zeichnen sich durch Humor, Einfallsreichtum und die lebhafte Sprache von Kindern aus; sie wecken Phantasie und Erkenntnisdrang zugleich. Blažkovás literarische Karriere endete 1968 mit dem Einmarsch der Truppen des Warschauer Paktes; sie emigrierte nach Toronto in Kanada. In ihrer Heimat wurde sie nun totgeschwiegen; die Sprache ihres Exils beherrschte sie kaum. Es folgten lange Jahre der Depression, in denen sie unproduktiv blieb. 1978 bis 1989 arbeitete sie für den Exilverlag 68 Publishers. 1988 zog sie nach Guelph in der kanadischen Provinz Ontario um. Eine tiefgreifendere Wende – durch die sie dem „Laster des Schreibens“ treu bleiben konnte – wurde ab 1989 vom Ende des „Kalten Krieges“ bewirkt. Sie erlebte Wiederauflagen und schrieb neue Bücher. Der prominente Kritiker Ondrej Sliacky nannte sie „eine Legende der modernen slowakischen Prosa“. Zuletzt widmete sie sich vordringlich der Pflege ihres kranken Ehemanns. Sie veröffentlichte einen Band mit Erinnerungen.

## Werke

### Für Erwachsene
- Nylonový mesiac, Erzählungen, 1961, dt. Nylonmond, Wien/Berlin 1962
- Jahniatko a grandi, Erzählungen, 1964
- Poviedka plná sniehu, 1964
- Môj skvelý brat Robinson (Mein prima Bruder Robinson), Roman, 1968
- ... ako z gratulačnej karty (Glückwunschkarten), Erzählungen, 1997
- Svadba v Káne Galilejskej (Die Hochzeit zu Kanaan in Galiläa), Erzählungen, 2001
- Happyendy, Roman in Briefen, 2005

### Für Kinder und Jugendliche
- Tóno, ja a mravce, Fibel, 1961
- Ostrov kapitána Hašašara, Fibel, 1962, dts. Mein Freund ist Käpt’n Haschaschar, Stuttgart 1965
- Ohňostroj pre deduška, Komisches, 1962, dts. Ein Feuerwerk für den Großvater, Stuttgart 1964, Berlin 1966, Ravensburg 1967
- Daduška a jarabáč, Bilderbuch, 1964
- Jako si mačky kúpili televízor, Märchen, 1967, dts. Wie sich die Katzen einen Fernsehapparat kauften, Berlin 1967, Zwei Kätzchen und ein Fernsehapparat, München 1967
- Rozprávky z červenej ponožky (Märchen aus dem Roten Strumpf), 1969/2002
- Minka a pyžaminka, 2003
- Traja nebojsovia a duch Miguel, 2003

## Auszeichnungen
- 1961 Preis des Verlags Slovenský spisovateľ für die beste Prosa des Jahres für Nylonmond
- 1963 Fraňo Kráľ Preis für die beste Kinder- und Jugendprosa für Ein Feuerwerk für Großväterchen
- 1964 UNESCO Preis: Ehrendiplom H. Chr. Andersen für Ein Feuerwerk für Großväterchen
- 1968 Preis des Verlags Mladé letá für die beste Prosa des Jahres für das Buch Mein prima Bruder Robinson
- 1969 Preis des Verlags Mladé letá für sprachliche Meisterschaft in der Kinderliteratur für Märchen aus dem roten Strumpf
- 1999 Preis des Kinderkulturzentrums Bibiana Trojruža für das literarische Lebenswerk für Kinder
- 2005 SME Readers Prize